# Francis Cleyn

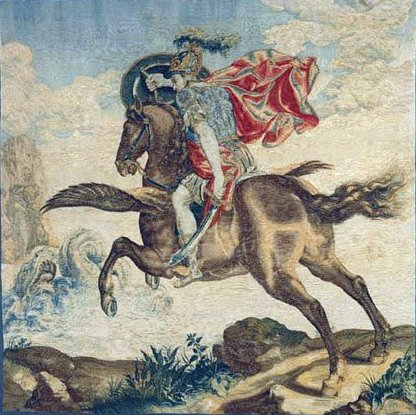
Perseus en Andromeda, ca. 1635-1645

Francis Cleyn (ook wel Clein of Franz Klein genoemd) (c. 1582 – 1658) was een schilder en tapijtontwerper.
Hij werd geboren in Rostock in Duitsland, en werkte op grote schaal voor de Koning van Denemarken voordat hij werd uitgenodigd om naar Engeland te komen door de toekomstige koning Karel I in 1623. Hij vestigde zich in Londen, en kreeg een koninklijke uitkering van £ 100 per jaar.
Hij was hoofdontwerper voor de Mortlake Tapestry Works, en een van zijn leerlingen was William Dobson.